# Гибкость человека

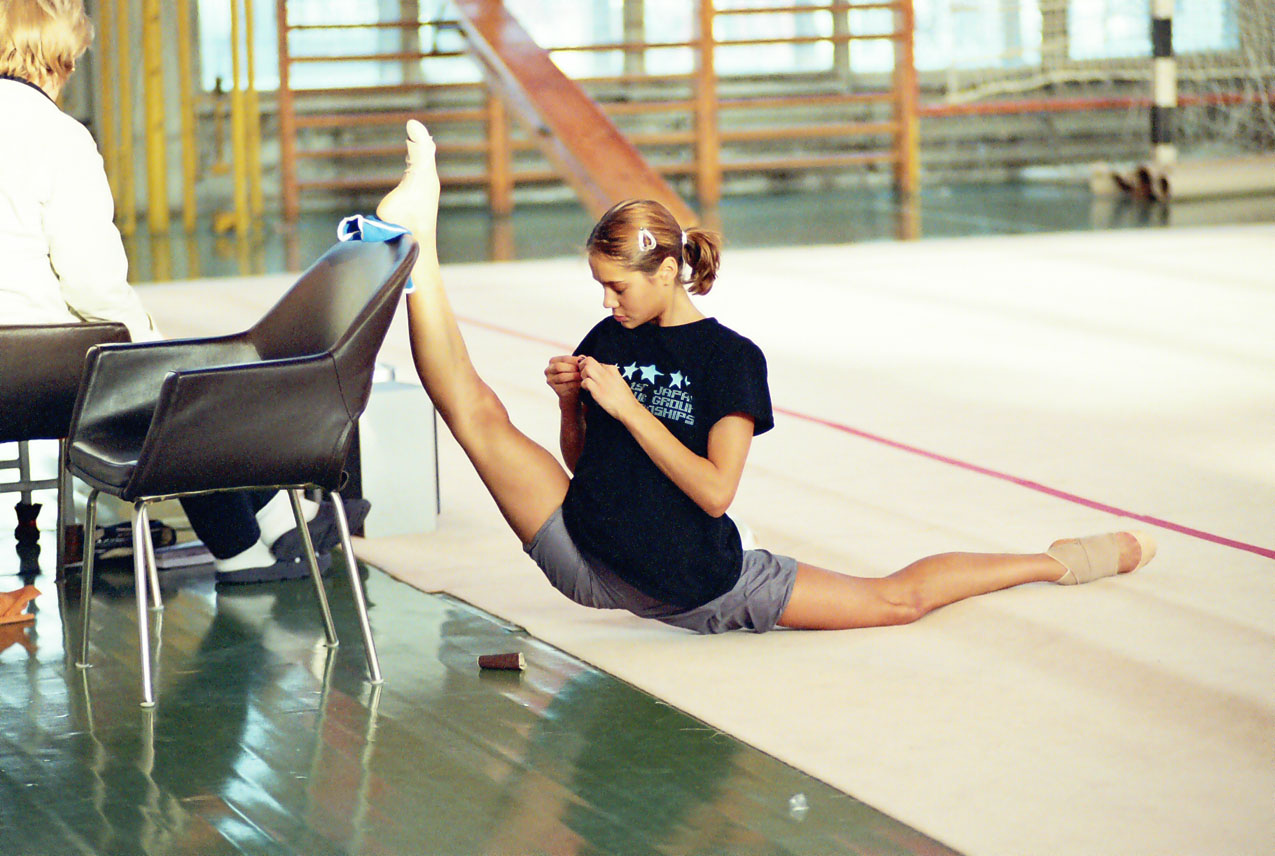
Растяжку, превышающую 180 градусов выполняет российская художественная гимнастка Ирина Чащина

Ги́бкость (растя́жка) — способность человека выполнять физические упражнения с большой амплитудой. Также гибкость — абсолютный диапазон движения в суставе или ряде суставов, который достигают в мгновенном усилии.
Гибкость важна в классическом балете и вообще в хореографии, в таких спортивных дисциплинах, как художественная и спортивная гимнастика, синхронное плавание, фигурное катание, а также в йоге, восточных единоборствах, акробатике, танцах на шесте и т. д. Цирковое искусство развития и демонстрирования экстремальной гибкости называется конторсия.
Гибкость тела человека не является одинаковой во всех суставах. Человек, выполняющий продольный шпагат, может с трудом сесть на поперечный шпагат, и наоборот. Также для отдельного сустава гибкость может быть различной в разных направлениях. Кроме того, в зависимости от вида тренировок гибкость различных суставов может увеличиваться.
Существуют 3 разновидности гибкости, каждая из которых может быть у человека развита в большей или меньшей степени:
- Динамическая (кинетическая) гибкость — возможность выполнения динамических движений
- Статически-активная гибкость — способность принятия и поддержания растянутого положения только мышечным усилием
- Статически-пассивная гибкость — способность принятия растянутого положения и его поддержания своим телом

## Уровень гибкости

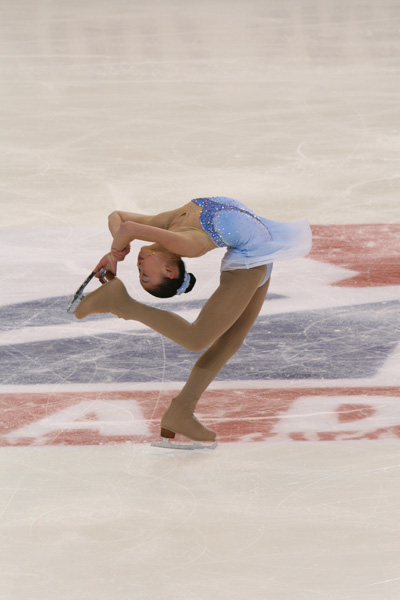
Элемент, требующий гибкости спины выполняет американская фигуристка Кэролайн Чжан

Уровень гибкости тела человека зависит от различных факторов:
- Физиологические
  - Тип суставов
  - Эластичность сухожилий и связок, окружающих сустав
  - Способность мышцы расслабляться и сокращаться
  - Температура тела
  - Возраст человека. В подростковом возрасте, в 13–14 лет легче развить гибкость, чем в 20–25
  - Пол человека[источник не указан 393 дня]. У женщин более гибкое тело, чем у мужчин
  - Тип телосложения и индивидуальное развитие
  - Тренировки

Развитием гибкости во избежание травм лучше заниматься после разминки и подготовительных упражнений. Существуют разные спортивные секции, в которых преподают конкретно растяжку (стречинг), либо же растяжка является частью тренировки, как, например, в киокушин каратэ.

## Физиологические особенности, влияющие на гибкость
Женщины являются более гибкими, чем мужчины. Одним из факторов, влияющим на гибкость, является различие между участками таза у людей разного пола. У мужчин, чаще всего, кости таза более тяжёлые и крупные, граница входа нижних конечностей в таз не закруглена, полость менее широкая. Седалищная кость, лонная дуга и крестец у мужчин более узкие, а вертлужная впадина более компактная, чем у женщин. Но у женщин более широкие бёдра, вследствие чего диапазон движения в тазовой области у них больше.